# Wilhelm Henzen
Johann Heinrich Wilhelm Henzen, född 24 januari 1816 i Bremen, död 27 januari 1887 i Rom, var en tysk klassisk filolog och epigrafiker.
Henzen blev 1844 andre, 1856 förste sekreterare (chef) vid det tyska arkeologiska institutet, Deutsches Archäologisches Institut, i Rom. Han inlade genom flera avhandlingar betydande förtjänster särskilt om den romerska epigrafiken och utgav som Theodor Mommsens medarbetare flera delar av Corpus Inscriptionum Latinarum.